# Столкновение судов Solong и Stena Immaculate

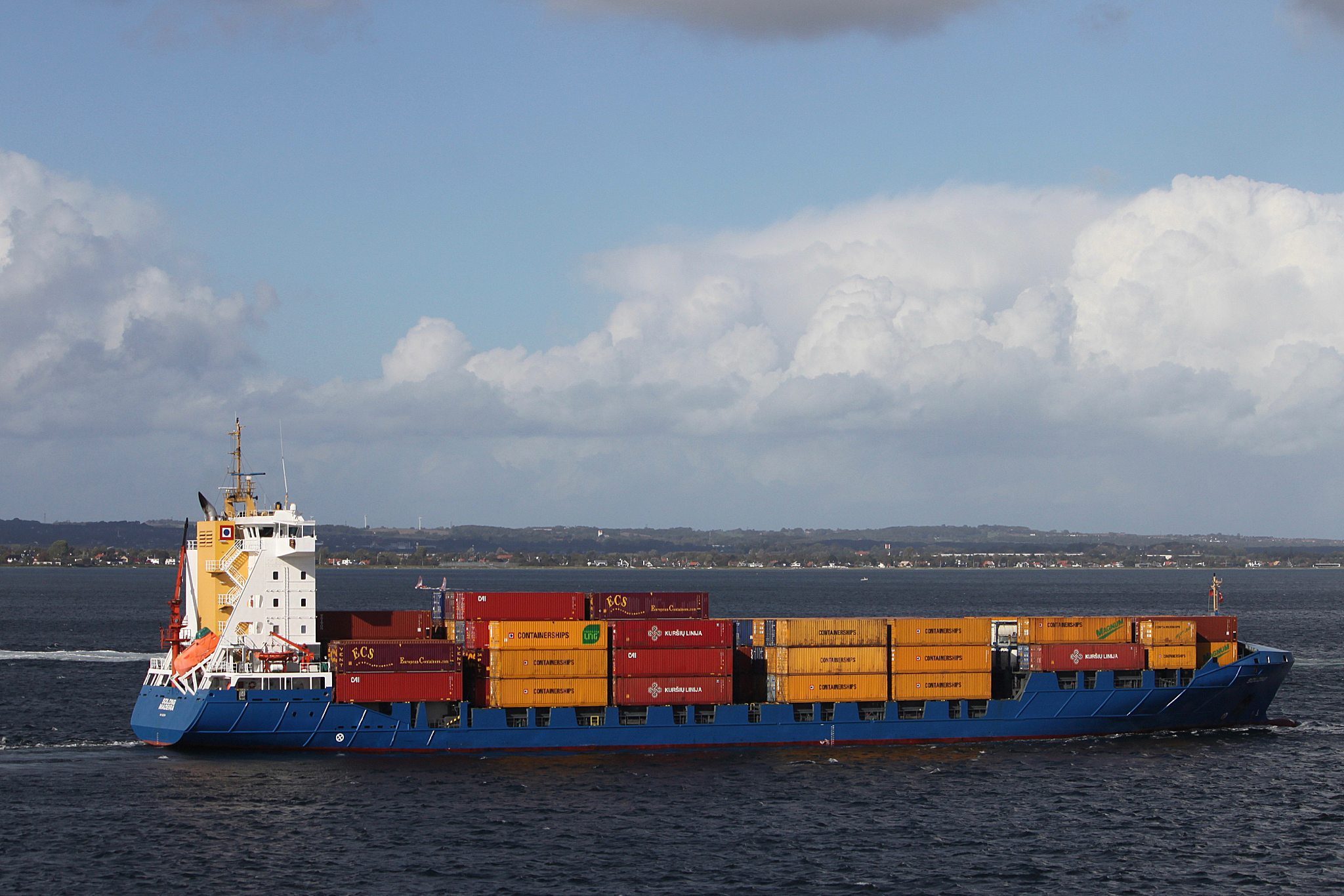
Контейнеровоз Solong

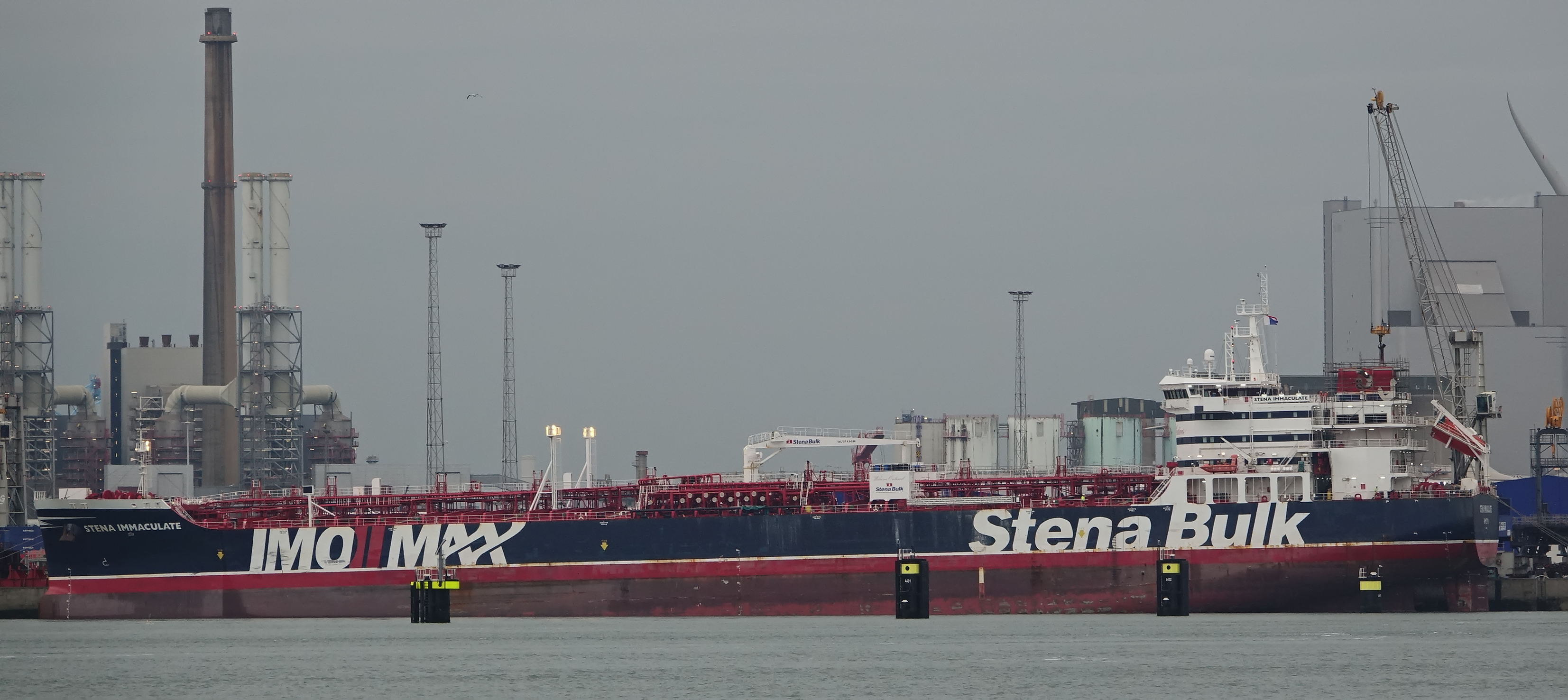
Танкер Stena Immaculate

Столкновение судов Solong и Stena Immaculate произошло 10 марта 2025 года в Северном море вблизи побережья Великобритании (графство Ист-Райдинг-оф-Йоркшир) в 9:48 утра по местному времени.

## Столкновение
Танкер Stena Immaculate под флагом США, который был зафрахтован Командованием по морским перевозкам ВМС США и 27 февраля 2025 года вышел из греческого порта Агии Теодорой с грузом авиационного топлива, 9 марта 2025 года прибыл в порт Киллингхолм и встал на якорь. 
Контейнеровоз Solong под флагом Португалии вышел из британского порта Грейнджмут и вечером 10 марта 2025 года должен был прибыть в Роттердам. Среди прочего он вёз 15 контейнеров с цианидом натрия, который используется в основном при добыче золота. В числе экипажа этого судна было пять граждан России, включая капитана Владимира Мотина, жителя Санкт-Петербурга.
Контейнеровоз Solong протаранил танкер Stena Immaculate, после чего в результате разлома грузового танка часть авиационного топлива, которое перевозил танкер, вылилась в море. На Stena Immaculate произошли взрывы, затем оба судна загорелись. 23 члена экипажа Stena Immaculate и 13 из 14 членов экипажа Solong были эвакуированы. Один человек из экипажа Solong числится пропавшим без вести, его поиски были прекращены.

## Последствия
Оба судна остались на плаву. Solong с поврежденным и обгоревшим носом стал дрейфовать на юг, отдаляясь от танкера. Вокруг обоих судов была установлена запретная зона радиусом один километр. Природозащитные организации высказали беспокойство в связи с возможными экологическими последствиями инцидента. После столкновения в воде оказались пластиковые гранулы, представляющие опасность для морской фауны.

## Уголовное дело
59-летний капитан Solong Владимир Мотин был задержан британскими властями. Ему были предъявлены обвинения в «совершении убийства по грубой халатности».